# Tom Arnold

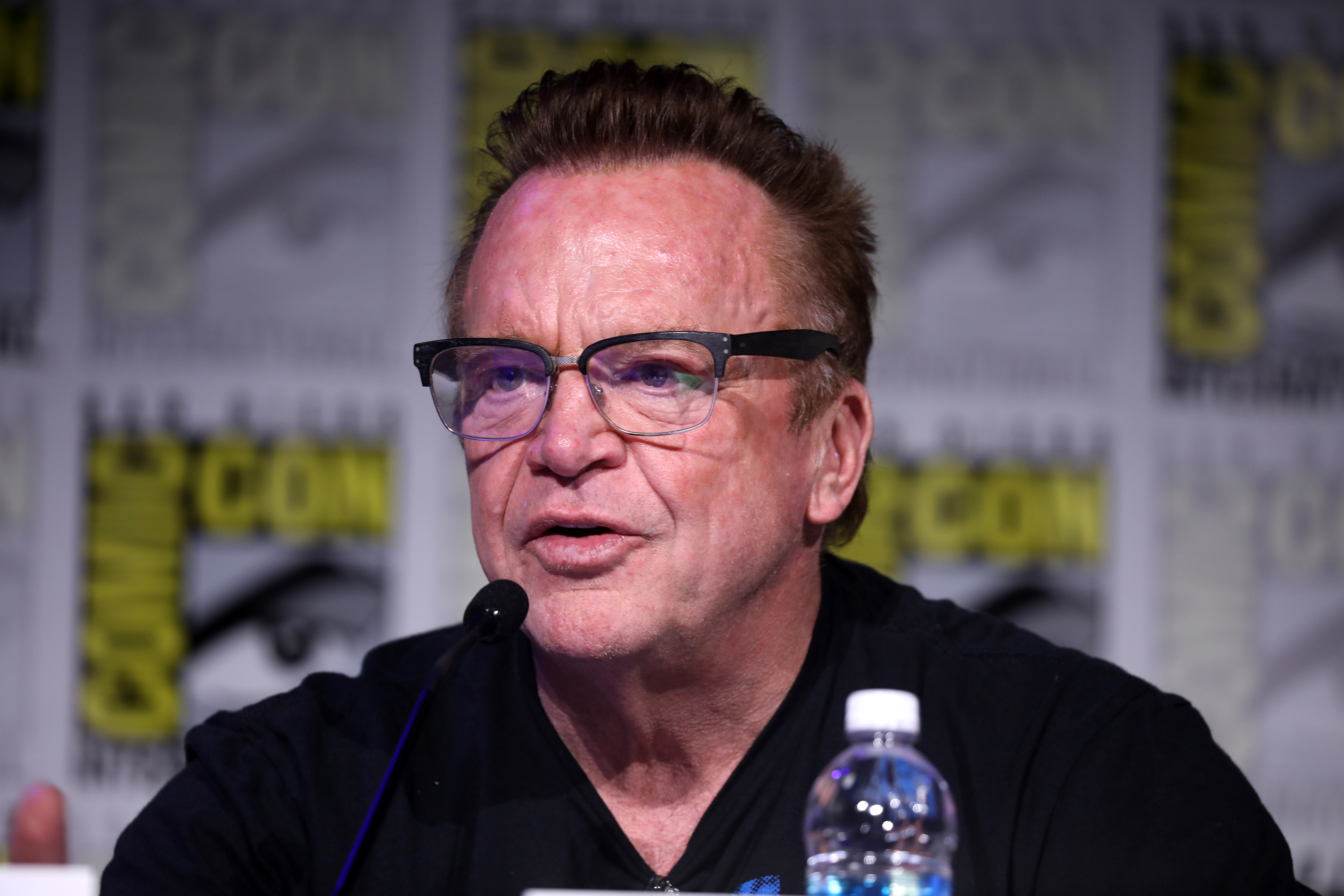
Tom Arnold (2023)

Tom Arnold (* 6. März 1959 in Ottumwa, Iowa) ist ein US-amerikanischer Autor, Schauspieler und Komiker.

## Leben und Leistungen
Tom Arnolds Karriere begann als Autor der erfolgreichen Serie Roseanne, in der er auch selber als Arnie Thomas mitspielte. Im Anschluss an ihre gemeinsame Filmarbeit zu True Lies – Wahre Lügen unterstützte er Arnold Schwarzenegger bei der Wahl zum Gouverneur von Kalifornien.
Als Schauspieler war er seit 1991 in mehr als 160 Film- und Fernsehproduktionen zu sehen.
2017 nahm er an der dritten Staffel der australischen Fernsehshow I’m a Celebrity…Get Me Out of Here! teil.
Tom Arnold war mit Roseanne Barr verheiratet, die Ehe wurde 1994 geschieden.

## Filmografie (Auswahl)
- 1988–1997: Roseanne (Fernsehserie, 20 Episoden)
- 1991: Freddy’s Finale – Nightmare on Elm Street 6 (Freddy’s Dead: The Final Nightmare)
- 1992: Ein ganz normaler Held (Accidental Hero)
- 1993: Die Coneheads (Coneheads)
- 1993: Undercover Blues – Ein absolut cooles Trio (Undercover Blues)
- 1993: Body Bags (John Carpenter presents Body Bags)
- 1994: True Lies – Wahre Lügen (True Lies)
- 1994: General Hospital (Fernsehserie, 9 Episoden)
- 1995: Nine Months
- 1996: Carpool
- 1996: Big Bully – Mein liebster Feind (Big Bully)
- 1997: McHale’s Navy
- 1997: Touch
- 1997: Austin Powers – Das Schärfste, was Ihre Majestät zu bieten hat (Austin Powers: International Man of Mystery)
- 2000: Shriek – Schrei, wenn du weißt, was ich letzten Freitag, den 13. getan habe (Shriek If You Know What I Did Last Friday the Thirteenth)
- 2000: Baywatch – Die Rettungsschwimmer von Malibu (Baywatch, Fernsehserie, Episode 11x08)
- 2000: Animal Factory
- 2000: Deadly Blaze (Ablaze)
- 2001: Exit Wounds – Die Copjäger (Exit Wounds)
- 2003: Born 2 Die (Cradle 2 the Grave)
- 2003: Für alle Fälle Amy (Judging Amy, Fernsehserie, 1 Episode)
- 2003: Almost Legal – Echte Jungs machen’s selbst (After School Special)
- 2004: Soul Plane
- 2004: Immer wieder Jim (According to Jim, Fernsehserie, 1 Episode)
- 2005: The Kid & I
- 2005: Happy Endings
- 2007: Criminal Intent (Fernsehserie, 1 Episode)
- 2007: The Final Season – Daran wirst du dich immer erinnern (The Final Season)
- 2008: Good Dick
- 2008: Das Jahr, in dem wir uns kennen lernten (The Year of Getting to Know Us)
- 2008: Gardens of the Night
- 2008–2012: Easy to Assemble (Fernsehserie, 19 Episoden)
- 2008–2009: Disneys Tauschrausch (The Replacements, Fernsehserie, 3 Episoden, Stimme)
- 2009: Emergency Room – Die Notaufnahme (ER, Fernsehserie, 1 Episode)
- 2009–2011: Sons of Anarchy
- 2009: Amok – Columbine School Massacre
- 2009: The Skeptic – Das teuflische Haus (The Skeptic)
- 2009: April Showers
- 2009: Merrime.com
- 2009: The Jerk Theory
- 2010: Untitled David Litt Project (Fernsehserie, 1 Episode)
- 2010: Endure
- 2010, 2012: Funny or Die Presents… (Fernsehserie, 2 Episoden)
- 2010: Kill Speed
- 2010: Group Sex
- 2010: Hard Breakers
- 2010: The Bad Penny
- 2011: Other People’s Kids
- 2011: Nite Tales: The Series (Fernsehserie, 1 Episode)
- 2011: Starsucker
- 2011: Walk a Mile in My Pradas
- 2011: Can’t Wait for the Movies: Super 8
- 2011: Pool Boys (The Pool Boys)
- 2011: Franklin & Bash
- 2011: Die Legende des Kung Fu Kaninchens (Tu Xia Chuan Qi)
- 2011: Restitution
- 2011: Beethovens abenteuerliche Weihnachten (Beethoven’s Christmas Adventure)
- 2011: A Christmas Wedding Tail
- 2012: Last Call
- 2012: Jewtopia
- 2012: Grassroots
- 2012: Madea’s Witness Protection
- 2012: Camp Fred
- 2012: Hit and Run
- 2012: Chilly Christmas
- 2012: Hawaii Five-0 (Fernsehserie, 1 Episode)
- 2014: Dumbbells
- 2014: Mission Air
- 2014: Psych (Fernsehserie, Episode 8x08)
- 2014: Shelby
- 2015: Any Day
- 2015: Beginner’s Guide to Sex
- 2015: Underdog Kids
- 2015: Der Fluch von Downers Grove (The Curse of Downers Grove)
- 2015: Christmas Trade
- 2016: Trailer Park Boys (Fernsehserie, 3 Episoden)
- 2016–2019: Navy CIS: New Orleans (NCIS: New Orleans, Fernsehserie, 4 Episoden)
- 2017: Dead Ant
- 2018: Rettet Flora – Die Reise ihres Lebens (Saving Flora)
- 2019: Pegasus – Das Pferd mit den magischen Flügeln (Pegasus: Pony With A Broken Wing)
- 2023: Ape vs. Mecha Ape
- 2023: Fubar (Fernsehserie)
- 2023: Transmorphers 2: Kriegsbestien-Mech (Transmorphers: Mech Beasts)